# Chrosomus eos
Chrosomus eos е вид лъчеперка от семейство Шаранови (Cyprinidae). Видът не е застрашен от изчезване.

## Разпространение и местообитание
Разпространен е в Канада и САЩ.
Среща се на дълбочина от 0 до 1 m.

## Описание
На дължина достигат до 8 cm.
Продължителността им на живот е около 3 години. Популацията на вида е стабилна.